# Galeries Lafayette (Reims)
Les Galeries Lafayette est un grand magasin situé au 33 à 45 Rue de Vesle à Reims dans le département français de la Marne en région Grand Est.
Il appartient à la branche Galeries Lafayette/Nouvelles Galeries du Groupe Galeries Lafayette.

## Histoire

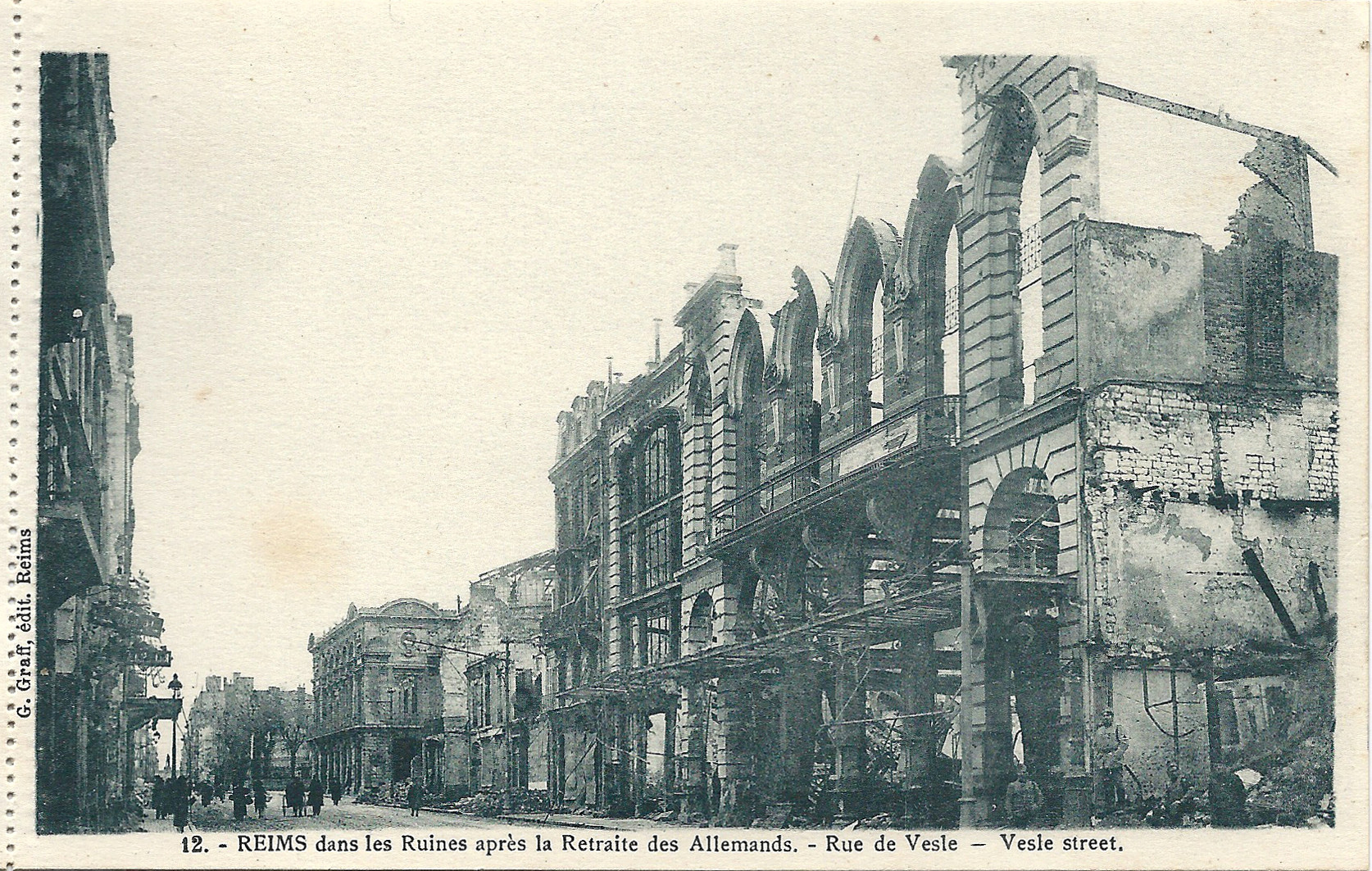
Le Grand Bazar détruit par la Grande Guerre.

Ville du succursalime, Reims avait un Grand Bazar situé rue de Vesle pour son entrée principale et rue Henri-Jadart comme entrée secondaire et de livraison. Il fut totalement détruit par les bombardements allemands de 14-18. 

## Architecture
Le magasin fut reconstruit en Magasins modernes d'après les plans de Léon Lamaizières de 1922. Ils brûlent en 1930 pour être reconstruits selon les plans de Émile Dufay-Lamy en 1933. Ils brûlent encore en 1941 puis sont modifiés en 1961 selon les plans de Dory et Guullard de Gallarbois.

## Galerie

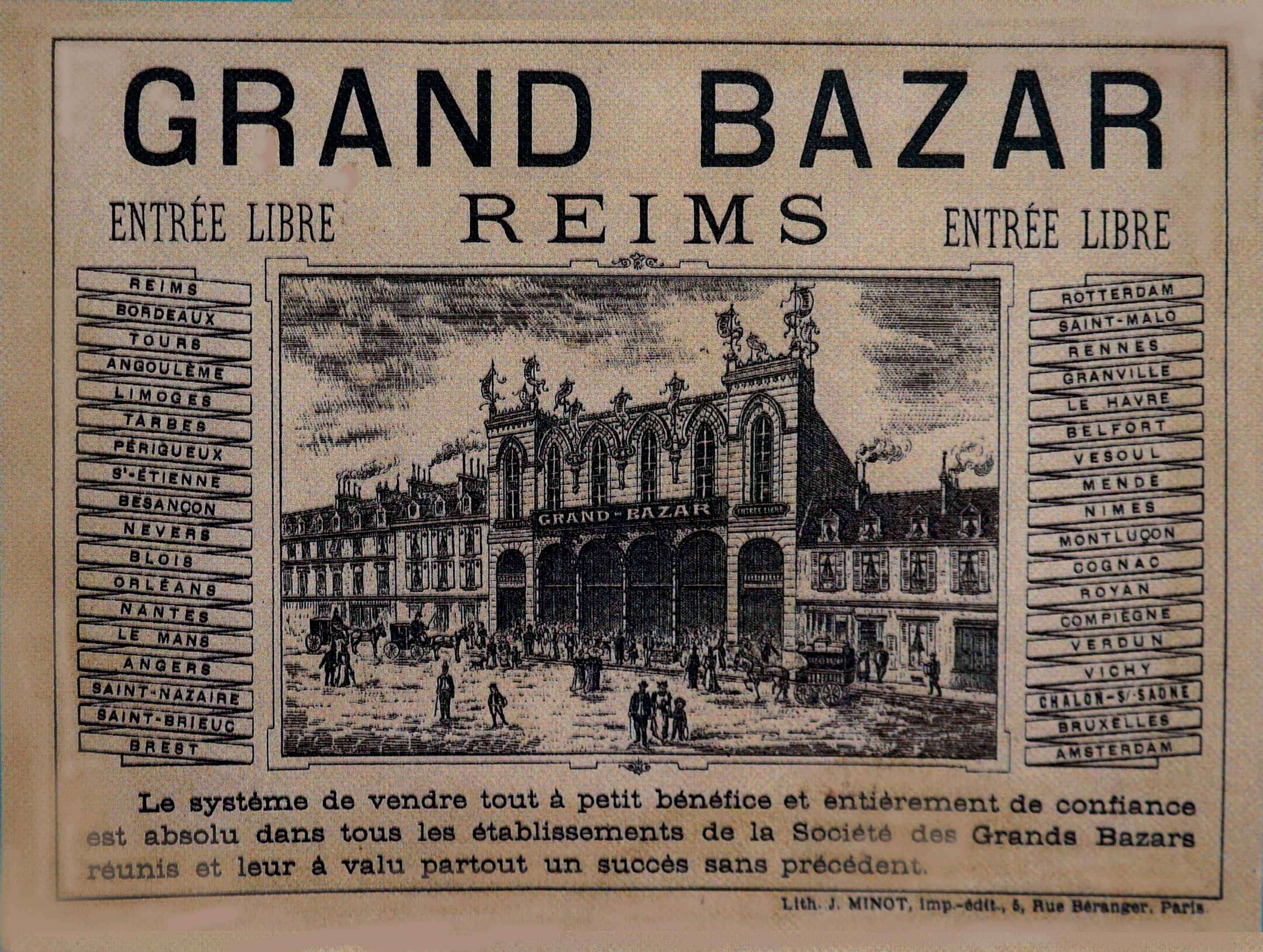
Affiche des Magasins Modernes de ReimsAffiche des Magasins Modernes de ReimsGrand magasin publicité de  1900
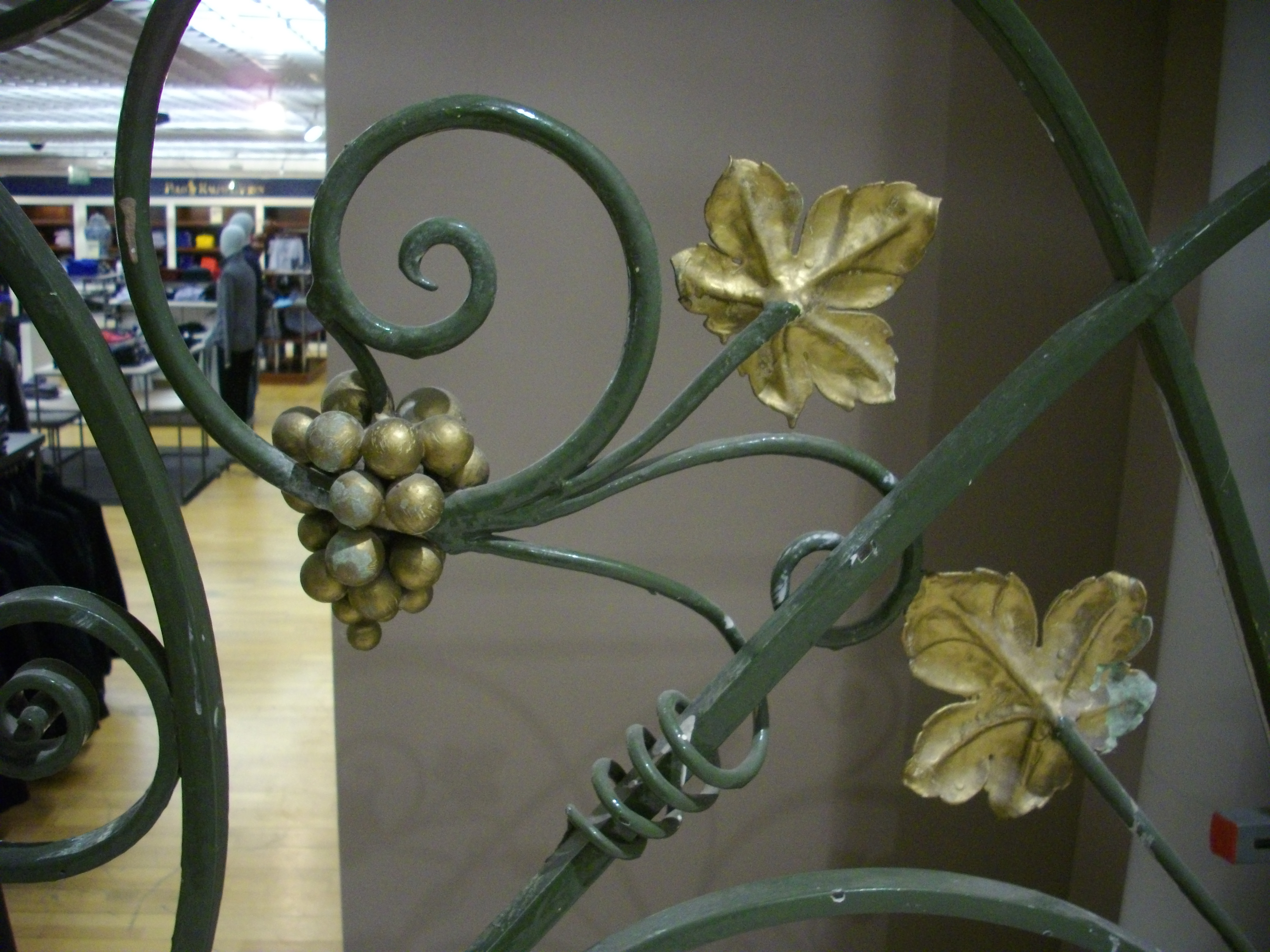
détail de l'escalier,
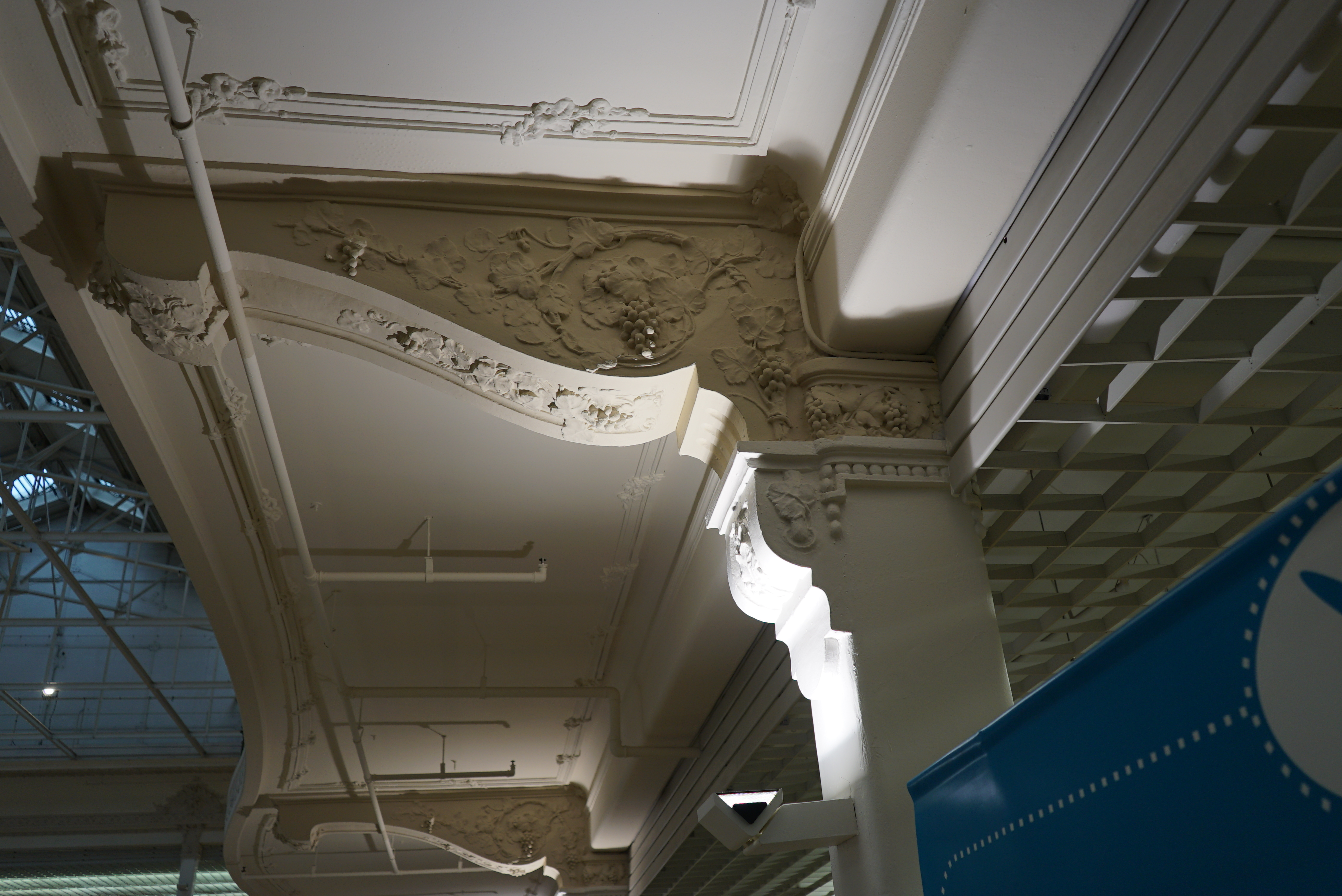
de la galerie,
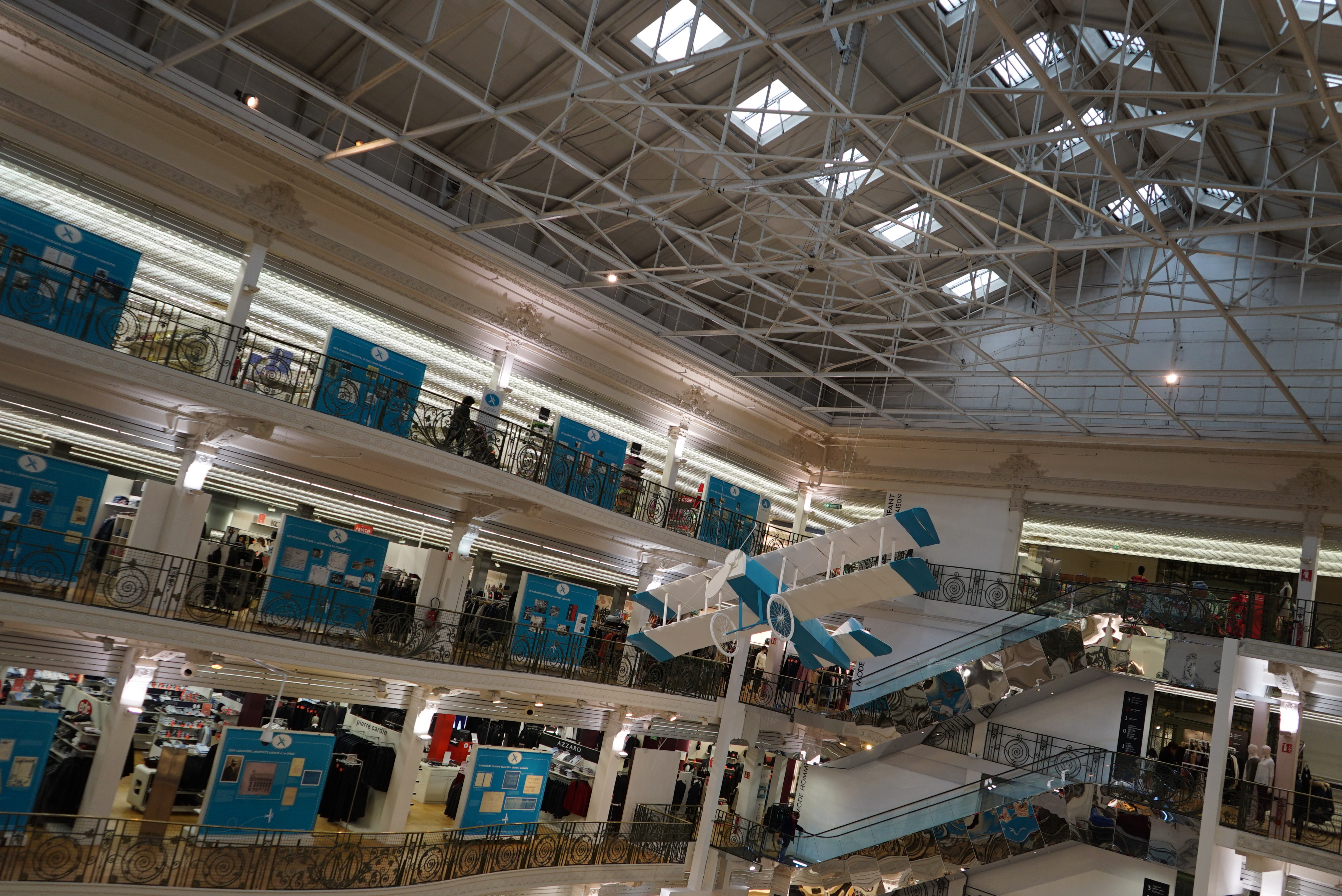
de l'intérieur.